# Lusanger
Lusanger é uma comuna francesa na região administrativa do País do Loire, no departamento de Loire-Atlantique. Estende-se por uma área de 35.38 km². Em 2010 a comuna tinha 1 079 habitantes (densidade: 30,5 hab./km²).